# Radzivilska kronika
Radzivilska ali Königsberška kronika je zbirka starih vzhodnoslovanskih ilustriranih rokopisov iz 15. stoletja. Domneva se, da je prepis izvirnika iz 13. stoletja. Ime je dobila po plemiški družini Radzivil iz Velike litovske kneževine in kasneje Republike obeh narodov, ki je rokopis v 17. in 18. stoletju hranila v svojem Nesviškem dvorcu. Radzivilski rokopis je leta 1761 v Königsbergu pridobila Knjižnica ruske akademije znanosti v Sankt Peterburgu, kjer je še danes (kataloška številka "34.5.30").
Rokopis je ruska kronika, ki v ilustrirani obliki pripoveduje zgodovino Kijevske Rusije in njenih sosed od 5. do zgodnjega 13. stoletja. Dogodki so v rokopisu prikazani z več kot 600 barvnimi ilustracijami. Radzivilska kronika se med vzhodnoslovanskimi kronikami odlikuje po bogastvu in količini ilustracij, ki morda izhajajo iz izvirnika iz 13. stoletja. Kronika vključuje Zgodovino minulih let (Primarna kronika) in jo razširja z vnosi za leta do 1206. 
- Novgorodski Slovani gradijo Novgorod
- Prerokba sv. Andreja o ustanovitvi Kijeva
- Igor Kijevski pobira davek od Drevljanov
- Pogovor Vladimirja Svjatoslaviča z  grškim filozofom o krščanstvu
- Pogajanja kneza Vladimirja z Dobrinjo; Vladimir je leta 985 (ali 986) sklenil mir z Volškimi Bolgari

## Sklica
1. 1 2  Tolochko 2016.
2. ↑  Maiorov 2018, str. 325.